# Onchidium platei
Onchidium platei is een slakkensoort uit de familie van de Onchidiidae. De wetenschappelijke naam van de soort is voor het eerst geldig gepubliceerd in 1928 door Hoffmann.